# Samsung Electronics

Resultados trimestrais da Samsung Electronics
CE: Eletrônicos de consumo
DS: Soluções de dispositivos
IM: IT & comunicações móveis

Samsung Electronics Co., Ltd. (hangul: 삼성전자; hanja: 三星電子; rr: Samseong Jeonja lit: Tristar Electronics, às vezes abreviado para SEC e estilizado como SΛMSUNG) é uma empresa multinacional sul-coreana de eletrônicos com sede em Yeongtong-gu, Suwon na Coreia do Sul. É o auge do chaebol da Samsung, respondendo por 70% da receita do grupo em 2012. A Samsung Electronics desempenhou um papel fundamental na governança corporativa do grupo devido à propriedade circular. A Samsung Electronics tem fábricas de montagem e redes de vendas em 74 países e emprega cerca de 290.000 pessoas. É de propriedade majoritária de investidores estrangeiros. Em 2019, a Samsung Electronics é a segunda maior empresa de tecnologia do mundo em receita, e sua capitalização de mercado era de US$ 520,65 bilhões, a 12ª maior do mundo.
A Samsung é uma importante fabricante de componentes eletrônicos, como baterias de íons de lítio, semicondutores, sensores de imagem, módulos de câmera e displays para clientes como Apple, Sony, HTC e Nokia. É o maior fabricante mundial de telefones celulares e smartphones, começando com o original Samsung Solstice e mais tarde, a popularidade de sua linha de dispositivos Samsung Galaxy. A empresa é também um importante fornecedor de computadores tablet, particularmente sua coleção Samsung Galaxy Tab com Android, e é considerada por desenvolver o mercado de phablet com a família de dispositivos Samsung Galaxy Note. Também desenvolveu smartphones com capacidade para 5G, incluindo o Galaxy S22, e telefones dobráveis, incluindo o Galaxy Z Fold 4. A Samsung é a maior fabricante de televisores do mundo desde 2006, e a maior fabricante mundial de telefones celulares desde 2011, quando ultrapassou a Apple até 2021. É também a maior fabricante de chips de memória do mundo, e de 2017 a 2018, foi a maior empresa de semicondutores do mundo, destronando brevemente a Intel, a campeã de décadas.
Em 2012, Kwon Oh-Hyun foi nomeado CEO da empresa. Anunciou em outubro de 2017 que renunciaria em março de 2018, citando uma “crise sem precedentes”. A empresa teve 3 CEOs (Ki Nam Kim, Hyun Suk Kim e Dong-Jin Koh) de março de 2018 até dezembro de 2021, quando as unidades de negócios foram reorganizadas e foram substituídos por Kyung Kye-Hyun e Han Jong-hee. Também teve um CEO regional separado, HC Hong, que liderou os negócios no sudoeste da Ásia a partir de 2015 e depois se mudou para a América Latina em 2020. A receita da Samsung em 2021 foi de US$ 236 bilhões.
Em 2022, a empresa ocupava o quinto lugar no ranking elaborado pela Interbrand, consultoria global de marcas. O ranking reúne as 100 marcas mais valiosas do mundo.

## História

### 1969–1987: Primeiros anos
A Samsung Electric Industries foi estabelecida como parte industrial do Grupo Samsung em 19 de janeiro de 1969 em Suwon, Coreia do Sul. Na época, o Grupo Samsung era conhecido pelo público sul-coreano como uma trading especializada em fertilizantes e adoçantes. Apesar da falta de tecnologia e recursos, ficando ainda mais curto do que os concorrentes nacionais, o Grupo Samsung melhorou sua posição na indústria manufatureira cooperando com as empresas japonesas, uma decisão que instigou uma quantidade significativa de ações antijaponesas clamor público e enormes reações dos concorrentes temendo a subordinação total da indústria pelos japoneses. A estratégia só conseguiu decolar depois que o governo e a Samsung declararam que a empresa focaria exclusivamente nas exportações. Toshio Iue o fundador da Sanyo, desempenhou o papel de consultor de Lee Byung-Chul, fundador da Samsung, que era um novato no ramo de eletrônicos. Em dezembro do mesmo ano, a Samsung Electric estabeleceu uma joint venture chamada Samsung-Sanyo Electric com a Sanyo e a Sumitomo Corporation. Este é o antecessor direto da Samsung Electronics de hoje.
Os primeiros produtos da joint venture foram aparelhos eletrônicos e elétricos, incluindo televisores, calculadoras, geladeiras, condicionadores de ar e máquinas de lavar. Em 1970, a Samsung estabeleceu a joint venture Samsung-NEC com a japonesa NEC Corporation e a Sumitomo Corporation para fabricar eletrodomésticos e dispositivos audiovisuais. A Samsung-NEC mais tarde se tornou a Samsung SDI, a unidade de negócios de telas e baterias do grupo. Em 1973, a Samsung e a Sanyo criaram a Samsung-Sanyo Parts, a predecessora da Samsung Electro-Mechanics. Em 198, a Samsung Electric havia fabricado mais de 10 milhões de televisores em preto e branco.
Em 1974, o Grupo Samsung expandiu-se para a Indústria de semicondutores ao adquirir a Korea Semiconductor, que estava à beira da falência enquanto construía uma das primeiras instalações de fabricação de chips no país na época. Logo depois, a Korea Telecommunications, uma produtora de sistemas de comutação eletrônica e uma empresa do Grupo Samsung, assumiu o negócio de semicondutores e se tornou a Samsung Semiconductor & Communications.
Em fevereiro de 1983, Lee, juntamente com o conselho da indústria Samsung e o acordo corporativo e ajudando patrocinando o evento, fez um anúncio mais tarde apelidado de "Declaração de Tóquio", no qual declarou que a Samsung pretendia se tornar uma memória dinâmica de acesso aleatório (DRAM). Um ano depois, a Samsung anunciou que desenvolveu com sucesso uma DRAM de 64 kb, reduzindo a lacuna tecnológica entre as empresas de países de primeiro mundo e a jovem fabricante de eletrônicos de mais de uma década para aproximadamente quatro anos. No processo, a Samsung usou tecnologias importadas da Micron Technology dos EUA para o desenvolvimento de DRAM e da Sharp Corporation do Japão para sua SRAM e ROM. Em 1988, a Samsung Electric Industries fundiu-se com a Samsung Semiconductor & Communications para formar a Samsung Electronics, como antes disso, eles não eram uma empresa e não eram uma corporação líder em conjunto, mas não eram rivais, pois estiveram em negociações por um tempo até que finalmente se fundiram.
Nos anos 1980 e início dos anos 1990, a Samsung vendia computadores pessoais sob a marca Leading Technology. No entanto, o equipamento foi fabricado pela Samsung, e os registros da FCC desse período normalmente se referem a produtos Samsung.

### 1988–1995: lutas do consumidor
Em 1988, a Samsung Electronics lançou seu primeiro celular no mercado sul-coreano. As vendas foram inicialmente fracas e no início da década de 1990, a Motorola detinha uma participação de mercado de mais de 60% no mercado de telefonia móvel do país, em comparação com apenas 10% da Samsung. A divisão de telefonia móvel da Samsung também lutou com produtos de baixa qualidade e inferiores até meados da década de 1990, e a saída do setor era um tópico frequente de discussão dentro da empresa.

### 1995–2008: Fabricação de componentes e estratégia de design
Lee Kun-Hee decidiu que a Samsung precisava mudar sua estratégia. A empresa engavetou a produção de muitas linhas de produtos subvencionadas e, em vez disso, seguiu um processo de projeto e fabricação de componentes e investiu em novas tecnologias para outras empresas. Além disso, a Samsung delineou um plano de 10 anos para descartar sua imagem como uma "marca de orçamento" e desafiar a Sony como a maior fabricante de eletrônicos de consumo do mundo. Esperava-se que, dessa forma, a Samsung ganhasse uma compreensão de como os produtos são feitos e desse uma liderança tecnológica em algum momento no futuro. Essa paciente estratégia de integração vertical de componentes de fabricação deu frutos para a Samsung no final dos anos 2000.
Uma estratégia complementar de liderança de marca também foi iniciada pelo presidente Lee quando declarou 1996 como o "Ano da Revolução do Design" na Samsung. Seu objetivo era desenvolver as capacidades de design da Samsung como um ativo competitivo e transformar a empresa em líder global em design de marca. No entanto, esse esforço exigiu grandes mudanças na cultura corporativa, processos e sistemas. Ao integrar um sistema e uma estratégia abrangentes de gerenciamento de design à cultura corporativa, a Samsung foi bem-sucedida no desenvolvimento de um portfólio de design de produto premiado no final da década de 1990, resultando em um crescimento significativo do valor da marca.
À medida que a Samsung se afastava dos mercados de consumo, a empresa elaborou um plano para patrocinar grandes eventos esportivos. Um desses patrocínios foi para os Jogos Olímpicos de Inverno de 1998, realizados em Nagano, Japão.
Como chaebol, o Grupo Samsung detinha uma riqueza que permitia à empresa investir e desenvolver novas tecnologias em vez de construir produtos em um nível que não teria um impacto negativo nas finanças da Samsung.
A Samsung teve uma série de avanços tecnológicos, particularmente no campo da memória, que são comuns na maioria dos produtos elétricos hoje. Isso inclui a primeira DRAM de 64 MB do mundo em 1992, DRAM de 256 MB em 1994 e DRAM de 1 GB em 1996. Em 2004, a Samsung desenvolveu o primeiro chip de memória flash NAND de 8 GB do mundo, e um acordo de fabricação foi fechado com a Apple em 2005. Um acordo para fornecer chips de memória à Apple foi selado em 2005, e a Samsung continua sendo um importante fornecedor de componentes da Apple em outubro de 2013, fabricando os processadores Apple A7 dentro do modelo iPhone 5S.

### 2008–presente: Desenvolvimentos recentes

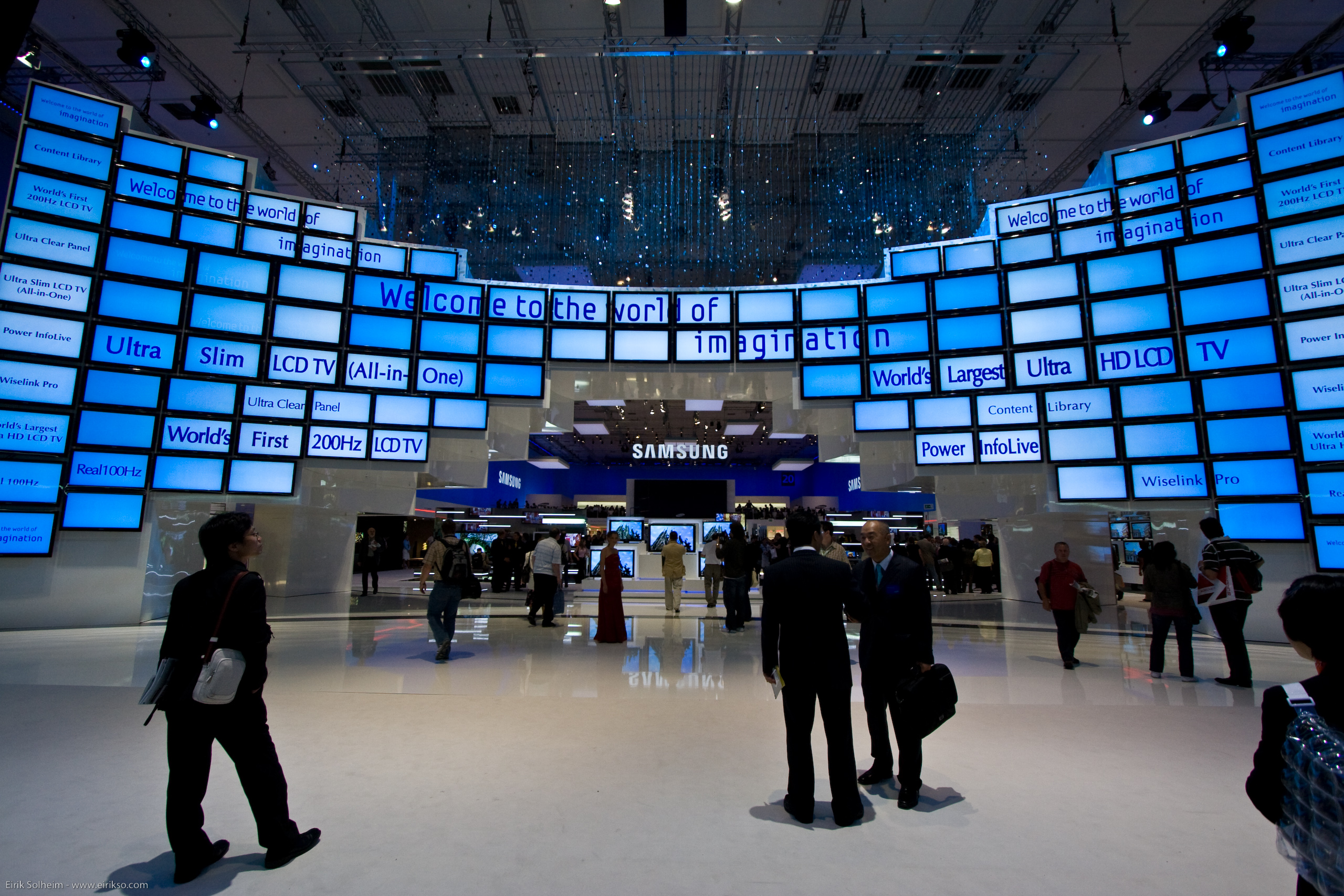
A tela da Samsung no Internationale Funkausstellung de 2008 em Berlim

De 2000 a 2003, a Samsung registrou lucro líquido superior a 5%; isso ocorreu em um momento em que 16 das 30 principais empresas sul-coreanas deixaram de operar após a crise sem precedentes.
Em 2005, a Samsung Electronics ultrapassou sua rival japonesa Sony pela primeira vez para se tornar a vigésima maior e mais popular marca de consumo do mundo, medida pela Interbrand.
Em 2007, a Samsung Electronics se tornou a segunda maior fabricante de celulares do mundo, ultrapassando a Motorola pela primeira vez. Em 2009, a Samsung alcançou uma receita total de US$ 117,4 bilhões, ultrapassando a Hewlett-Packard para se tornar a maior empresa de tecnologia do mundo medida por vendas.
Em 2009 e 2010, os EUA e a UE multaram a empresa, juntamente com outros oito fabricantes de chips de memória, por sua participação em um esquema de fixação de preços que ocorreu entre 1999 e 2002. Outras empresas multadas incluíram Infineon Technologies, Elpida Memory e Micron Technology. Em dezembro de 2010, a UE concedeu imunidade à Samsung Electronics por agir como informante durante a investigação (LG Display, AU Optronics, Chimei InnoLux, Chunghwa Picture Tubes e HannStar Display foram implicados como resultado da inteligência da empresa).
Apesar de sua expansão consistente, a Samsung, juntamente com seu presidente Lee Kun-hee, desenvolveu uma reputação de insegurança em relação à sua estabilidade financeira e ao potencial de surgimento de crises futuras. Depois de retornar de um período de aposentadoria temporária em março de 2010, Kun-hee afirmou que "o futuro da Samsung Electronics não está garantido porque a maioria de nossos principais produtos estarão obsoletos em 10 anos a partir de agora."
A empresa estabeleceu uma meta ambiciosa de atingir US$ 400 bilhões em receitas anuais em dez anos. A empresa possui 24 centros de pesquisa e desenvolvimento em todo o mundo e, desde o início dos anos 2000 e na Visão 2020, a Samsung enfatizou a pesquisa e o desenvolvimento técnico. No entanto, o grande número de reclamações online indica que a empresa é fraca em ouvir o feedback dos clientes sobre o design de sua tecnologia e software.
Em abril de 2011, a Samsung Electronics vendeu suas operações comerciais de HDD para a Seagate Technology por aproximadamente US$ 1,4 bilhão. O pagamento foi composto por 45,2 milhões de ações da Seagate (9,6% das ações), no valor de US$ 687,5 milhões, e uma quantia em dinheiro para o restante.
Em maio de 2013, a Samsung anunciou que finalmente conseguiu testar com sucesso a tecnologia de quinta geração (5G) com velocidade aprimorada.
Em abril de 2013, a nova entrada da Samsung Electronics em sua linha de smartphones da série Galaxy S, o Galaxy S4 foi disponibilizado para o varejo. Lançado como a atualização do mais vendido Galaxy S III, o S4 foi vendido em alguns mercados internacionais com o processador Exynos da empresa.
Em julho de 2013, a Samsung Electronics previu lucros mais fracos do que o esperado para o trimestre de abril a junho. Enquanto os analistas esperavam cerca de 10,1 trilhões de won, a Samsung Electronics estimou um lucro operacional de ₩ 9,5 trilhões (equivalente a ₩ 9,98 trilhões ou US$ 8,83 bilhões em 2017). Durante o mesmo mês, a Samsung adquiriu o fabricante de dispositivos de streaming de mídia Boxee por US$ 30 milhões.
O chefe de negócios móveis da Samsung, Shin Jong-Kyun, afirmou ao Korea Times em 11 de setembro de 2013 que a Samsung Electronics desenvolverá ainda mais sua presença na China para fortalecer sua posição de mercado em relação à Apple. O executivo da Samsung também confirmou que um smartphone de 64 bits será lançado para combinar com o processador A7 baseado em ARM do modelo iPhone 5s da Apple, lançado em setembro de 2013.
Devido às vendas de smartphones - especialmente vendas de aparelhos de menor preço em mercados como Índia e China - a Samsung alcançou lucros recordes no terceiro trimestre de 2013. O lucro operacional para este período subiu para cerca de ₩ 10,1 trilhões (equivalente a ₩ 10,61 trilhões ou US$ 9,38 bilhões em 2017), um valor que foi impulsionado pelas vendas de chips de memória para clientes como Apple, Inc. Em 14 de outubro de 2013, a Samsung Electronics pediu desculpas publicamente por usar componentes recondicionados de computadores desktop mais baratos para consertar produtos mais sofisticados, depois que as práticas comerciais antiéticas da corporação foram expostas no dia anterior pela revista de assuntos atuais da MBC TV, 2580.
Em fevereiro de 2014, a Barnes & Noble anunciou que um novo tablet colorido seria lançado em 2014. tablets de cores co-branded intitulados Samsung Galaxy Tab 4 Nook; os dispositivos contarão com hardware da Samsung, incluindo uma tela de 7 polegadas e software Nook personalizado da Barnes & Noble. O primeiro Galaxy Tab 4 Nook começará a ser vendido nos EUA em agosto de 2014, com o Nook focando no software e conteúdo, e a Samsung focando no hardware. As especificações do produto postadas pela Samsung indicam que, em contraste com os eReaders de qualidade premium lançados em 2012 (os NOOK HD e HD+, que "tinham telas e CPUs comparáveis aos melhores tablets de nível médio e premium), os mais econômicos Os recursos do Samsung Galaxy Tab 4 Nook serão projetados para um nível de mercado inferior (Android 4.4.2 KitKat em uma CPU Snapdragon quad-core de 1,2 GHz com 1,5 GB de RAM, Wifi e Bluetooth, além de um painel frontal de 1,2 MP e uma câmera traseira de 3MP, resolução de tela de 1280 x 800 e preço de varejo de US$ 199; cerca de US$ 80 a mais do que tablets comparáveis que não possuem a marca Samsung)."
A Samsung patrocinou a 86ª cerimônia do Oscar (realizada em 4 de março de 2014) e devido ao uso do produto de smartphone Samsung Galaxy Note pela apresentadora Ellen DeGeneres em uma selfie em grupo que se tornou um fenômeno viral online, a corporação doou US$ 3 milhões a duas organizações beneficentes selecionadas pela DeGeneres. A declaração oficial da Samsung explicou: "... queríamos fazer uma doação para as instituições de caridade de Ellen: St Jude's e a Humane Society. A Samsung doará 1,5 milhão de dólares para cada instituição de caridade".
Em 17 de abril de 2014, a Samsung anunciou que estava descontinuando sua loja de e-books a partir de 1º de julho de 2014 e fez uma parceria com a Amazon para lançar o aplicativo Kindle for Samsung, que permitirá que usuários de dispositivos Galaxy usando Android 4.0 ou superior comprem e leiam conteúdo do catálogo de periódicos e e-books, e o serviço de livros gratuitos, Samsung Book Deals, que permitirá aos usuários do aplicativo co-branded escolher um e-book gratuito mensalmente de uma seleção fornecida pela Amazon.

Ao relatar o anúncio da Barnes & Noble em 5 de junho de 2014 de que a livraria estaria se unindo à Samsung para desenvolver os tablets Nook, a Associated Press observou:
"A Barnes & Noble diz que continuará a fabricar e vender seus leitores eletrônicos Nook Glowlight de US$ 99 e fornece suporte ao cliente." "A empresa também diz que está transferindo seus funcionários do Nook de seus escritórios em Palo Alto, Califórnia, para economizar dinheiro. Espera-se que os funcionários se mudem para um espaço menor nas proximidades de Santa Clara, Califórnia, até julho." 
No primeiro trimestre de 2015, o lucro da Samsung caiu 39%, para US$ 4,35 bilhões, devido à maior concorrência de smartphones com o iPhone 6 e 6 Plus da Apple, bem como uma série de concorrentes do Android.
Em agosto de 2014, a Samsung anunciou que havia chegado a um acordo para adquirir a SmartThings. A aquisição foi vista como um movimento da Samsung para entrar no espaço da internet das coisas.
Em 27 de março de 2015, a Samsung anunciou que vendeu sua sede em Roppongi T-Cube para a Mitsui Fudosan com funcionários já realocados para Iidabashi.
Em maio de 2015, a Samsung anunciou uma parceria com a IKEA, de acordo com o Wireless Power Consortium, para co-desenvolver móveis que permitiriam o carregamento indutivo Qi no Mobile World Congress. Em junho, a Samsung estabeleceu um negócio LFD dedicado, Samsung Display Solutions, atendendo à linha SMART de produtos LED da empresa. A linha SMART de displays de LED da empresa inclui sinalização, display de hospitalidade, TV, LED, Cloud Display e acessórios. A empresa atende aos seguintes setores: Varejo, Corporativo, Hotelaria e Transporte.
Em 16 de junho de 2016, a Samsung Electronics anunciou que concordou em adquirir a empresa de computação em nuvem Joyent. Eles afirmaram que a aquisição permitiu que a Samsung aumentasse seus serviços baseados em nuvem para seus smartphones e dispositivos conectados à Internet.
Em 14 de novembro de 2016, a Samsung Electronics anunciou um acordo para comprar a fabricante americana de equipamentos automotivos Harman International Industries por US$ 8 bilhões. Em 10 de março de 2017, a aquisição foi concluída.
Em 6 de abril de 2017, a Samsung Electronics informou que as finanças da empresa estavam em alta no trimestre. No ano anterior, "os chips de memória e as telas flexíveis representaram cerca de 68% do lucro operacional da Samsung no último trimestre de 2016, uma mudança em relação aos anos anteriores, quando o negócio de smartphones foi o principal contribuinte".
Em 2 de maio de 2017, a Samsung recebeu permissão do Ministério da Terra, Infraestrutura e Transporte da Coreia para começar a testar uma tecnologia de carro autônomo. De acordo com o Korea Herald, a empresa usará um carro Hyundai customizado para os testes.
Em maio de 2019, pela primeira vez na Europa, o conteúdo de demonstração 8K foi recebido via satélite sem a necessidade de um receptor ou decodificador externo separado usando uma TV Samsung. Na conferência SES Industry Days de 2019 em Betzdorf, conteúdo 8K de qualidade de transmissão (com resolução de 7680x4320 pixels a 50 quadros/s) foi codificado usando um codificador Spin Digital HEVC (a uma taxa de dados de 70 Mbit/s), com uplink para um único transponder de 33 MHz nos satélites Astra 28.2°E da SES e o downlink recebido e exibido em uma TV modelo de produção Samsung 82in Q950RB.
A Samsung propôs um plano de 17 bilhões de dólares para construir uma fábrica de chips no Arizona, Texas ou Nova York em 2021. A Lei de Autorização de Defesa foi aprovada em janeiro para reduzir a dependência do país em relação a Taiwan, China e Coreia do Sul. A fábrica empregaria cerca de 1 900 pessoas e estaria em operação em outubro de 2022.
Em 24 de novembro de 2021, a Samsung anunciou que construiria uma nova fábrica de semicondutores em Taylor, Texas. A fábrica é estimada em um investimento de 17 bilhões de dólares e ajudará a aumentar a produção de semicondutores lógicos avançados, supostamente tão avançados quanto 3 nanômetros.
Em 7 de dezembro de 2021, a Samsung Electronics anunciou a fusão das divisões de eletrônicos móveis e de consumo. A empresa também substituiu os líderes de suas três unidades de negócios. Kyung Kye-Hyun se tornará o CEO do negócio de componentes de potência da Samsung, enquanto Han Jong-hee se tornará o novo CEO do negócio combinado de eletrônicos móveis e de consumo.
No final de janeiro de 2022, a Samsung Electronics registrou o seu maior lucro no quarto trimestre desde antes da pandemia de COVID-19, em grande parte devido às fortes vendas de chips em meio à escassez global de semicondutores e um pequeno aumento nas vendas de telefones celulares. O lucro operacional da Samsung superou US$ 11,5 bilhões, um aumento de 53% em relação ao quarto trimestre de 2021, com o negócio de chips da empresa responsável por quase dois terços do lucro total.
Em março de 2022, em pleno início da invasão russa da Ucrânia, a Samsung prometeu 5 milhões de dólares à Cruz Vermelha Ucraniana e a outras instituições de caridade, além de 1 milhão de dólares em bens eletrônicos pessoais doados ao povo da Ucrânia. Em 4 de março de 2022, a Samsung suspendeu os embarques de todos os seus produtos para a Rússia por causa da agressão russa à Ucrânia.

## Visita do presidente Joe Biden
Em 20 de maio de 2022, o presidente norte-americano Joe Biden se encontrou com o presidente sul-coreano Yoon Suk-yeol no complexo de semicondutores da Samsung Electronics em Pyeongtaek, Coreia do Sul. Os dois líderes falaram da importância da indústria de semicondutores e do fortalecimento das inovações tecnológicas entre os dois países.

## Reputação global
Em meados de novembro de 2021, a Samsung Electronics ficou em segundo lugar nas 'Melhores Marcas Globais' pela YouGov, uma empresa de pesquisa de mercado, depois de ficar em quarto lugar no ranking de 2020.
Em junho de 2022, a PricewaterhouseCoopers classificou a Samsung Electronics em 22º lugar em suas 100 maiores empresas globais por capitalização de mercado. A empresa caiu sete posições no ranking de 2021 devido à inflação global, à guerra na Ucrânia e ao aperto monetário global.

## Samsung Entertainment
Faz parte também do conglomerado a Samsung Entertainment que se dedica a produzir filmes no seu país de origem, como Shiri - Missão Impossível [en], em 1999, dirigido por Kang Je-gyu [en], que marcou a virada do cinema sul-coreano. Este viria a tornar-se um dos únicos três lucrativos do mundo. Shiri chegou a ter as maiores bilheterias no Japão e Hong Kong.

## Nome e logotipo
O nome da empresa significa três estrelas no idioma coreano. Isto porque o seu fundador Lee Byung-chul desejava que os produtos durassem tanto quanto as estrelas.

### Logotipo

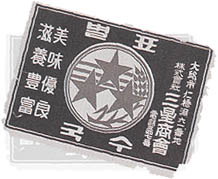
Logotipo da Samsung utilizado de 1938 a 1958
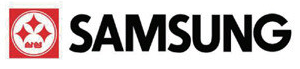
Logotipo da Samsung Electronics, utilizado de 1969 a 1979
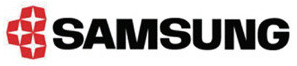
Logotipo da Samsung Electronics, utilizado de 1980 a 1992
Logotipo da Samsung Electronics, utilizado de 1993 a 2015
Logotipo atual da Samsung Electronics desde 2015

O design do logotipo atual da Samsung pretende enfatizar flexibilidade e simplicidade enquanto transmite uma imagem dinâmica e inovadora através da elipse, o símbolo do universo. As aberturas nas duas fronteiras da elipse onde as letras "S" e "G" se encontram pretendem ilustrar a mente aberta da empresa e o desejo de se comunicar com o mundo. A cor principal do logotipo é azul, cor que a companhia adotou por anos, simbolizando estabilidade, confiança e responsabilidade social corporativa.

### Logotipo em áudio
A Samsung tem um logotipo em áudio, que consiste das notas E♭, A♭, D♭, E♭. Esse logotipo foi produzido por Musikvergnuegen e composto por Walter Werzowa.

## Operações

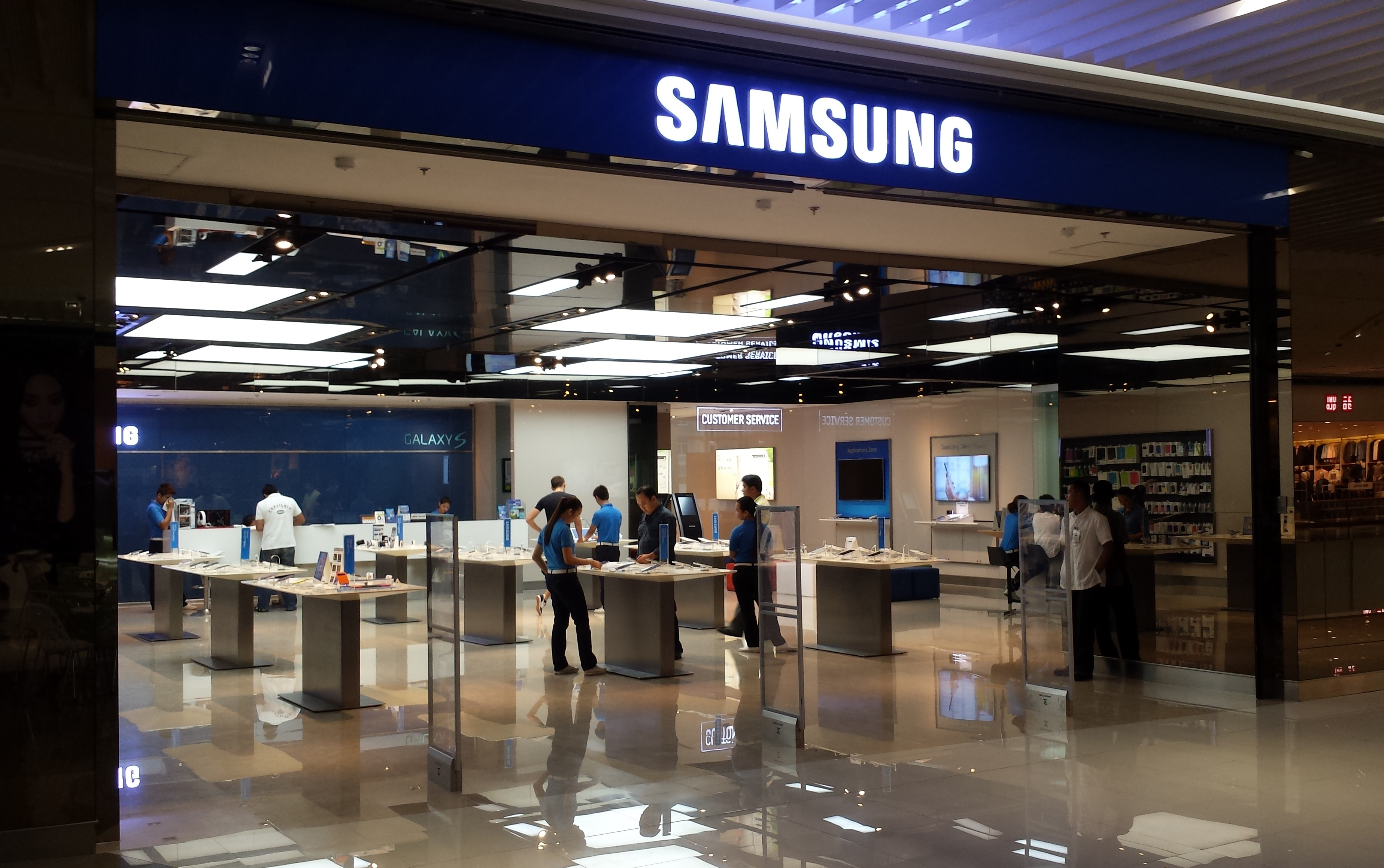
Uma loja Samsung em Taguig, Filipinas

A empresa se concentra em quatro áreas: mídia digital, semicondutores, redes de telecomunicações e aparelhos digitais LCD.
A área de negócios de mídia digital abrange dispositivos de computador, como laptops e impressoras a laser; displays digitais, como televisores e monitores de computador; dispositivos de entretenimento de consumo, como DVD players, MP3 players e filmadoras digitais; eletrodomésticos, como geladeiras, condicionadores de ar, purificadores de ar, máquinas de lavar, fornos de micro-ondas e aspiradores de pó.
A área de negócios de semicondutores inclui chips semicondutores, como SDRAM, SRAM, memória flash NAND; cartões inteligentes; Processadores de aplicativos móveis para desenvolvimento de aplicativos móveis; receptores de TV móveis; transceptores de RF; Sensores de imagem CMOS, Smart Card IC, MP3 IC, SOC de DVD/Blu-ray Disc/HD DVD Player e pacote multi-chip (MCP).
A área de negócios de redes de telecomunicações inclui DSLAMs multisserviços e máquinas de fax; dispositivos celulares, como telefones celulares, telefones PDA e dispositivos híbridos chamados terminais móveis inteligentes (MITs); e receptores de satélite.
A área de negócios de LCD concentra-se na produção de painéis TFT-LCD e de diodo orgânico emissor de luz (OLED) para laptops, monitores de desktop e televisores.
A Samsung Print foi criada em 2009 como uma entidade separada para se concentrar em vendas B2B e lançou uma ampla gama de dispositivos multifuncionais, impressoras e muito mais. A partir de 2018, a Samsung vendeu seu negócio de impressão para a HP.

A Samsung possui duas fábricas no Brasil, em Manaus (na Zona Franca de Manaus), voltada para a produção de televisores e outros produtos, e em Campinas, que é focada na produção de smartphones.

## Produtos
A Samsung Electronics produz painéis LCD e LED, telefones celulares, chips de memória, flash NAND, unidades de estado sólido, televisores, telas de cinemas digitais e laptops. A empresa já produzia discos rígidos e impressoras.
A Samsung investe consistentemente em inovação. Em 2021, o relatório anual World Intellectual Property Indicators da Organização Mundial da Propriedade Intelectual (OMPI) classificou o número de pedidos de patente da Samsung publicados sob o Sistema PCT como o 2º no mundo, com 3.093 pedidos de patente publicados em 2020. Esta posição está acima de sua classificação anterior como 3º em 2019, com 2.334 inscrições.

### Painéis LCD e OLED

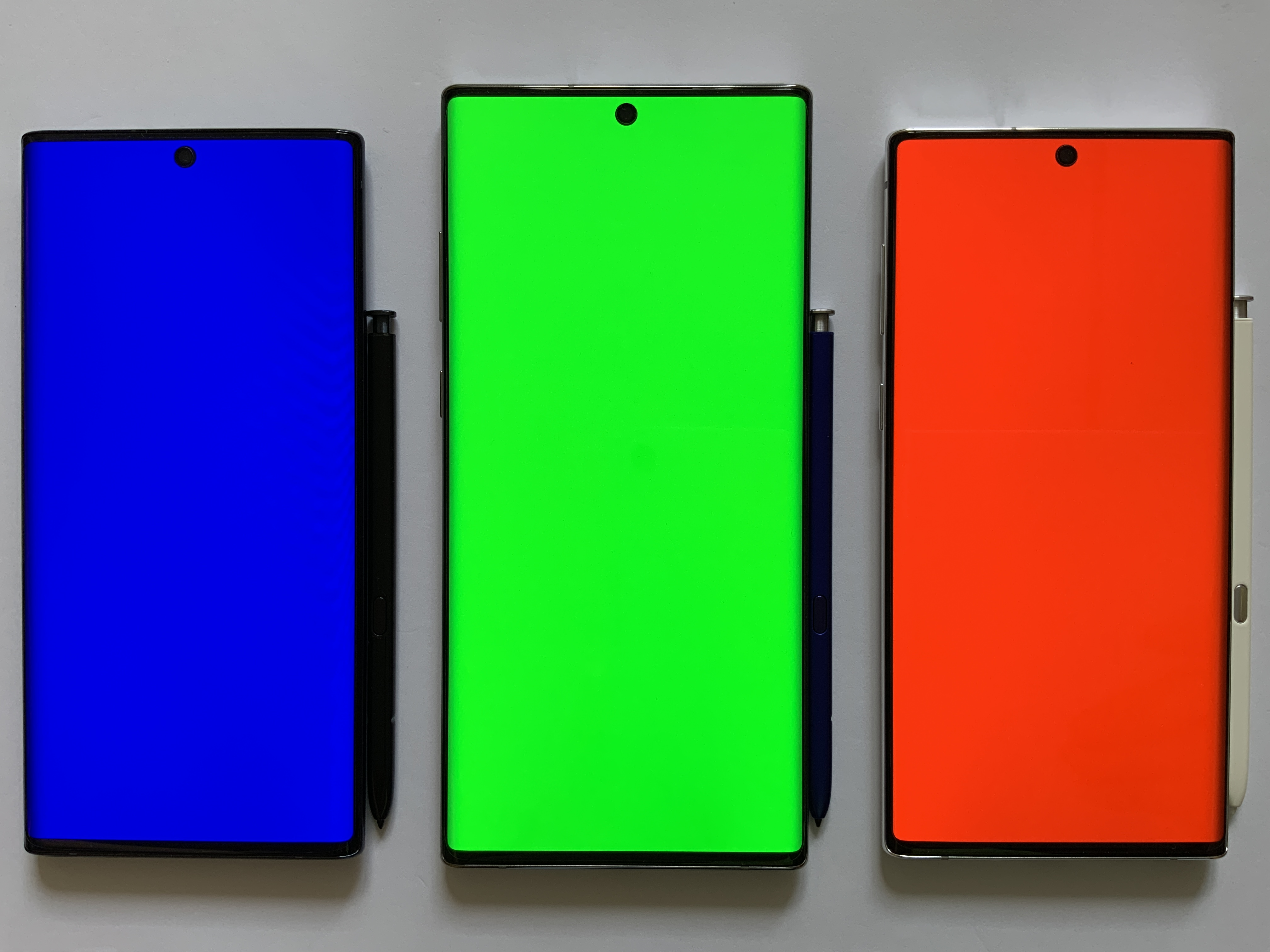
O Samsung Galaxy Note 10, que incorpora uma tela de exibição Dynamic AMOLED Infinity-O (perfuração para câmera)

Em 2004, a Samsung era o maior fabricante mundial de OLEDs, com 40% de participação de mercado em todo o mundo, em 2018, possui uma participação de 98% no mercado global de AMOLED. A empresa gerou US$ 100,2 milhões de uma receita total de US$ 475 milhões no mercado global de OLED em 2006. Em 2006, detinha mais de 600 patentes americanas e mais de 2.800 patentes internacionais, tornando-se a maior proprietária de Patentes de tecnologia AMOLED.
Os atuais smartphones AMOLED da Samsung usam sua marca Super AMOLED, com o Samsung Wave S8500 e o Samsung i9000 Galaxy S sendo lançados em junho de 2010. Em janeiro de 2011, anunciou seus monitores Super AMOLED Plus que oferecem vários avanços em relação ao antigo Super AMOLED monitores matriz de listras real (50% mais subpixels), formato mais fino, imagem mais brilhante e uma redução de 18% no consumo de energia.
Em outubro de 2007, a Samsung apresentou um painel de televisão LCD de 40 polegadas com dez milímetros de espessura, seguido em outubro de 2008 pelo primeiro painel de 7,9 mm do mundo. A Samsung desenvolveu painéis para monitores LCD de 24 polegadas (3,5 mm) e laptops de 12,1 polegadas (1,64 mm). Em 2009, a Samsung conseguiu desenvolver um painel para televisores LED de quarenta polegadas, com uma espessura de 3,9 milímetros (0,15 polegadas). Apelidado de "Needle Slim", o painel é tão grosso (ou fino) quanto duas moedas juntas. Isso é cerca de um décimo segundo do painel LCD convencional, cuja espessura é de aproximadamente 50 milímetros (1,97 polegadas).
Ao reduzir substancialmente a espessura, a empresa manteve o desempenho dos modelos anteriores, incluindo resolução Full HD 1080p, taxa de atualização de 120 Hz e taxa de contraste de 5000:1. Em 6 de setembro de 2013, a Samsung lançou sua TV OLED curva de 55 polegadas (modelo KE55S9C) no Reino Unido com John Lewis.
Em outubro de 2013, a Samsung divulgou um comunicado de imprensa para sua tecnologia de tela curva com o modelo de smartphone Galaxy Round. O comunicado de imprensa descreveu o produto como "o primeiro display flexível Super AMOLED full HD comercializado do mundo". A fabricante explica que os usuários podem verificar informações como tempo e duração da bateria quando a tela inicial está desligada e podem receber informações da tela inclinando o aparelho.
Em 2020, a Samsung Display disse que estava saindo do negócio de LCD.

### Smartphones
Embora a Samsung tenha começado com as linhas Solstice e tenha feito telefones celulares com design em concha,
 a principal linha de celulares da Samsung é a série de smartphones Samsung Galaxy S, que muitos consideram um concorrente direto da Apple iPhone. Foi lançado inicialmente em Singapura, Malásia e Coreia do Sul em junho de 2010, seguido pelos Estados Unidos em julho. Vendeu mais de um milhão de unidades nos primeiros 45 dias de venda nos Estados Unidos.
Enquanto muitos outros fabricantes de celulares se concentravam em um ou dois sistemas operacionais, a Samsung por um tempo usou vários deles: Symbian, Windows Phone, LiMo baseado em Linux e TouchWiz, Bada e Tizen, proprietários da Samsung.
Em 2013, a Samsung abandonou todos os sistemas operacionais, exceto Android e Windows Phone. Naquele ano, a Samsung lançou pelo menos 43 telefones ou tablets Android e dois Windows Phones.
No final do terceiro trimestre de 2010, a empresa ultrapassou a marca de 70 milhões de unidades em telefones enviados, dando-lhe uma quota de mercado global de 22 por cento, atrás da Nokia em 12%. Overall, the company sold 280 million mobile phones in 2010, corresponding to a market share of 20.2 percent. No total, a empresa vendeu 280 milhões de telefones celulares em 2010, correspondendo a uma participação de mercado de 20,2%. A empresa ultrapassou a Apple em vendas mundiais de smartphones durante o terceiro trimestre de 2011, com uma participação de mercado total de 23,8 por cento, em comparação com a participação de 14,6 por cento da Apple. A Samsung se tornou a maior fabricante de celulares do mundo em 2012, com vendas de 95 milhões no primeiro trimestre.
Durante o terceiro trimestre de 2013, as vendas de smartphones da Samsung melhoraram em mercados emergentes como Índia e Oriente Médio, onde aparelhos mais baratos eram populares. Em outubro de 2013, a empresa oferece 40 modelos de smartphones em seu site nos EUA. Como o Samsung Galaxy Flip Z.
Em 2019, a Samsung anunciou que encerrou a produção de telefones celulares na China, devido à falta de demanda chinesa. A partir de 2019, a Samsung emprega mais de 200.000 funcionários na área de Hanói, no Vietnã, para produzir smartphones, enquanto transfere parte da fabricação para a China e fabrica grande parte de seus telefones na Índia.
As variantes americanas dos smartphones Samsung Galaxy não têm a opção de desbloquear o bootloader.
Em maio de 2022, a Samsung Electronics anunciou que a empresa havia expandido a plataforma de segurança móvel empresarial Samsung Knox com a introdução do Samsung Knox Guard. Ele permite que as empresas tornem rapidamente os telefones inutilizáveis para impedir o roubo e reduzir o risco de fraudes e violações de dados.

### Semicondutores

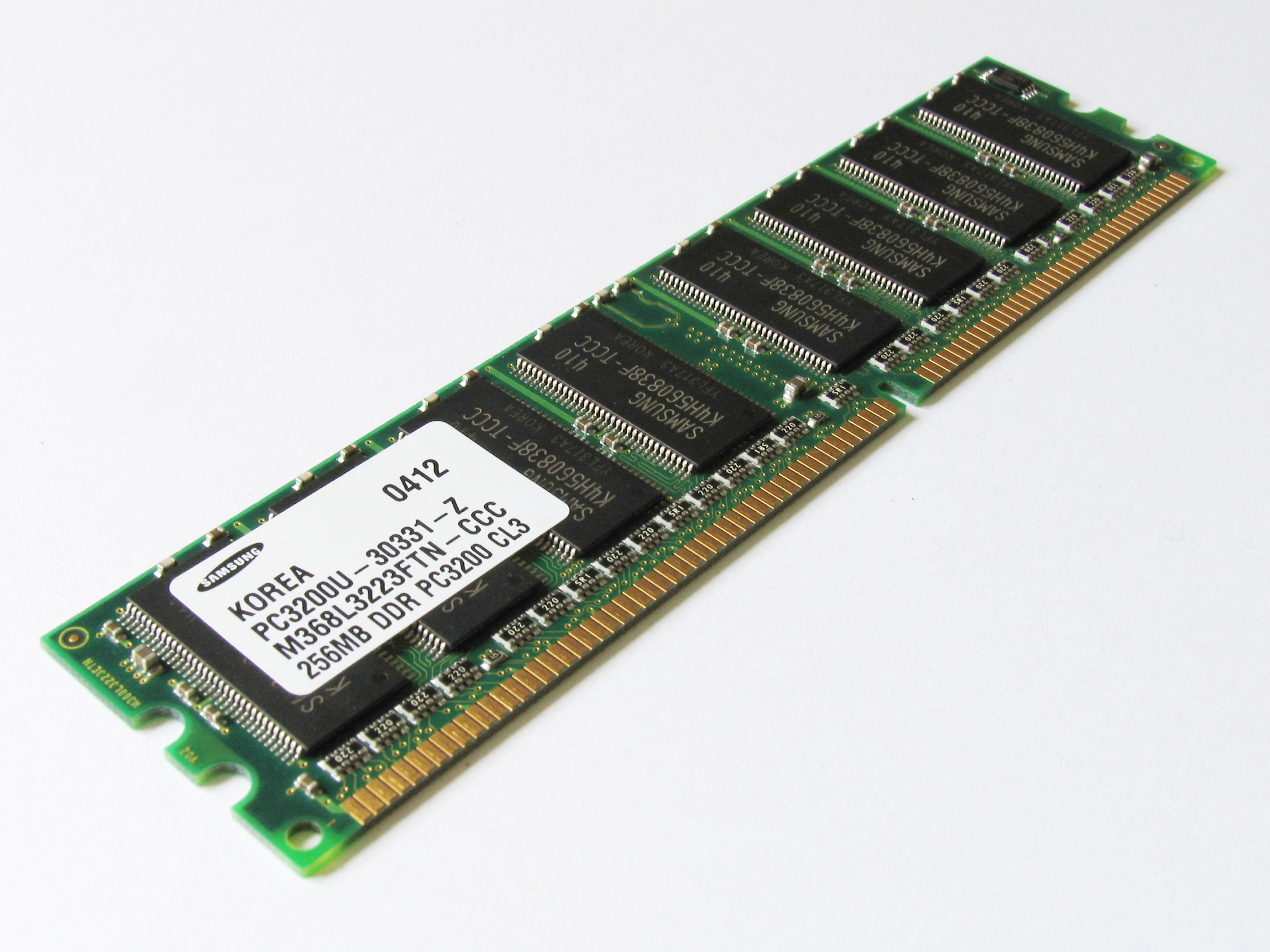
Um módulo Samsung DDR SDRAM

A Samsung Electronics é a maior fabricante de chips de memória do mundo desde 1993, e a maior empresa de semicondutores desde 2017. A divisão de semicondutores da Samsung fabrica vários dispositivos semicondutores, incluindo nódulos semicondutores, transistores MOSFET, chips de circuito integrado e memória semicondutora.
Desde o início da década de 1990, a Samsung Electronics introduziu comercialmente várias novas tecnologias de memória. Eles introduziram comercialmente SDRAM (memória de acesso aleatório dinâmico síncrono) em 1992, e posteriormente DDR SDRAM (SDRAM de taxa de transferência dobrada) e GDDR (DDR gráfico) SGRAM (RAM gráfico síncrono) em 1998. Em 2009, a Samsung começou a produzir em massa memória flash NAND de 30 nm, e em 2010 conseguiu produzir em massa DRAM de 30 nm classee flash NAND de classe de 20 nm, ambos pela primeira vez no mundo. Também introduziram comercialmente a memória flash NAND TLC (célula de nível triplo) em 2010, flash V-NAND em 2013, SDRAM LPDDR4 em 2013, HBM2 em 2016, GDDR6 em janeiro de 2018, e LPDDR5 em junho de 2018.
Outra área em que a empresa tem negócios significativos há anos é o segmento de fundição, começou a investir no negócio de fundição desde 2006 e o posicionou como um dos pilares estratégicos para o crescimento de semicondutores. Desde então, a Samsung tem sido líder na fabricação de dispositivos semicondutores. A Samsung iniciou a produção em massa de um processo de fabricação de semicondutores de classe de 20 nm em 2010, seguido por um processo FinFET de classe de 10 nm em 2013 e 7 nm FinFET em 2018. Também iniciaram a produção dos primeiros 5 nm nós no final de 2018, com planos para introduzir nós GAAFET de 3 nm até 2021.
De acordo com a empresa de pesquisa de mercado Gartner, durante o segundo trimestre de 2010, a Samsung Electronics assumiu a primeira posição no segmento de DRAM devido às fortes vendas do item no mercado mundial. Os analistas do Gartner disseram em seu relatório: "A Samsung consolidou sua posição de liderança ao conquistar uma participação de mercado de 35%. Todos os outros fornecedores tiveram mudanças mínimas em suas ações". A empresa ficou em primeiro lugar no ranking, seguida por Hynix, Elpida e Micron, disse Gartner.
Em 2010, o pesquisador de mercado da IC Insights previu que a Samsung se tornaria a maior fornecedora de chips semicondutores do mundo até 2014, superando a Intel. Para o período de dez anos de 1999 a 2009, a taxa de crescimento anual composta da Samsung em receitas de semicondutores foi de 13,5% em comparação com 3,4% da Intel. Para 2015, IC Insights e Gartner anunciaram que a Samsung era a quarta maior fabricante de chips do mundo. A Samsung eventualmente ultrapassou a Intel para se tornar a maior empresa de semicondutores do mundo em 2017.
No segundo trimestre de 2020, a empresa planejava iniciar a produção em massa de chips de 5 nm usando litografia ultravioleta extrema (EUV) e pretendia se tornar líder no uso do processo EUV.
Em 30 de novembro de 2021, foi anunciado que a empresa estaria produzindo novos chips automotivos para veículos Volkswagen. Os chips lógicos serão usados em sistemas de entretenimento para fornecer telecomunicações 5G para atender à crescente demanda por vídeo de alta definição durante as viagens.
A instalação de Xian China, que está em funcionamento desde 2014 e produz aproximadamente 40% dos chips de memória flash NAND da Samsung Electronics.

### Unidades de estado sólido
Em 2016, a Samsung também lançou no mercado um SSD de 15,36 TB com um preço de US$ 10.000 usando uma interface SAS, usando um formato de 2,5 polegadas, mas com a espessura de unidades de 3,5 polegadas. Esta foi a primeira vez que um SSD disponível comercialmente tinha mais capacidade do que o maior HDD atualmente disponível. Em 2018, a Samsung lançou no mercado um SSD de 30,72 TB usando uma interface SAS. A Samsung lançou um SSD M.2 NVMe com velocidades de leitura de 3500 MB/s e velocidades de gravação de 3300 MB/s no mesmo ano. Em 2019, a Samsung introduziu SSDs capazes de velocidades de leitura e gravação sequenciais de 8 GB/s e 1,5 milhão de IOPS, capazes de mover dados de chips danificados para chips não danificados, para permitir que o SSD continuasse funcionando normalmente, embora com uma capacidade menor.
A linha de SSDs para consumidores da Samsung atualmente consiste no 980 PRO, 970 PRO, 970 EVO plus, 970 EVO, 960 PRO, 960 EVO, 950 PRO, 860 QVO, 860 PRO, 860 EVO, 850 PRO, 850 EVO e 750 EVO. Os modelos de SSDs que começam com 9 usam uma interface NVM Express e os demais usam uma interface Serial ATA. A Samsung também produz SSDs portáteis para consumidores usando um conector USB-C USB 3.1 Gen 2. As unidades oferecem velocidades de leitura de 1.050 MB/s e velocidades de gravação de 1.000 MB/s e estão disponíveis nos modelos de 500 GB, 1 TB e 2 TB.
Como muitos outros produtores de SSD, os SSDs da Samsung usam memória flash NAND produzida pela Samsung Electronics.

### Discos rígidos

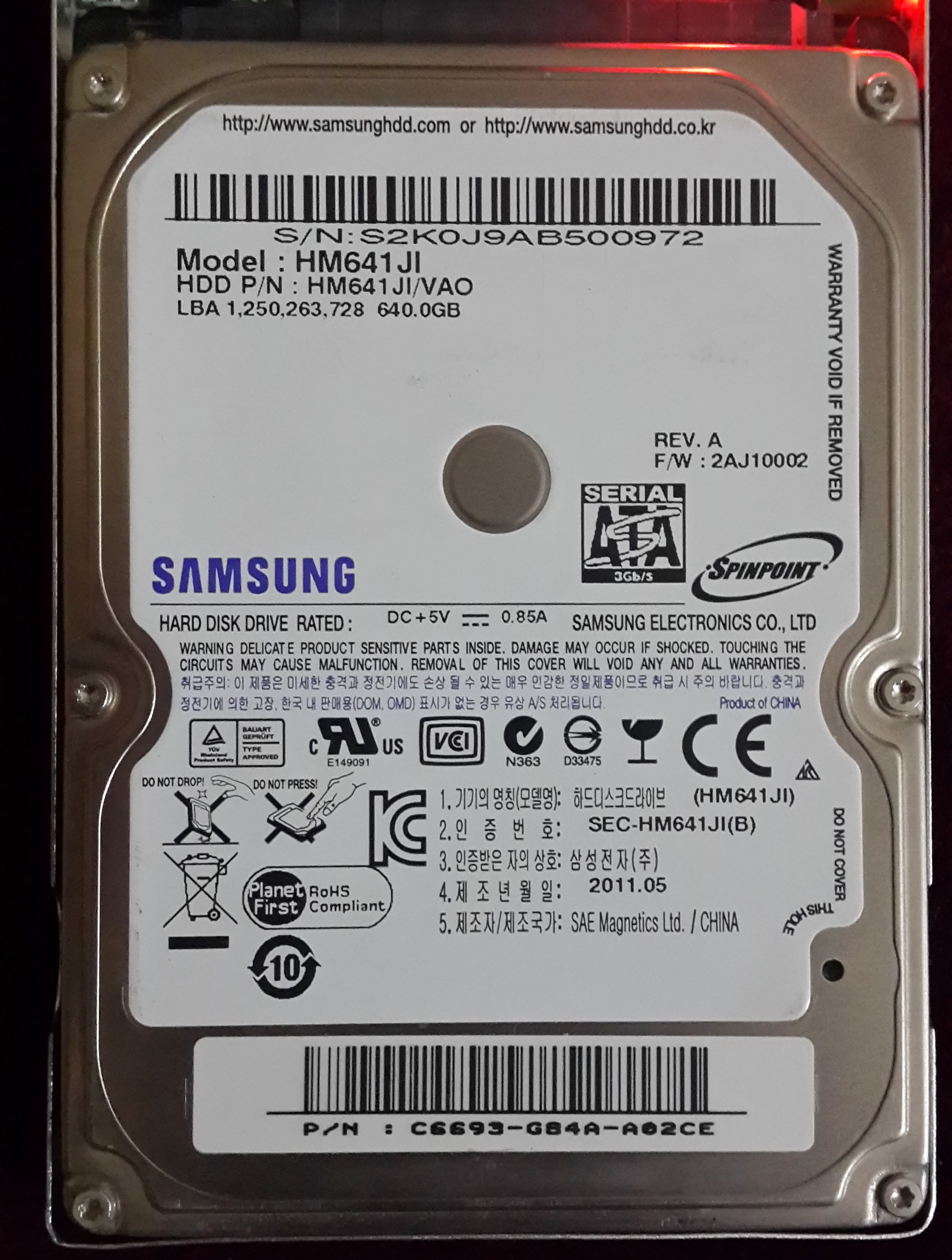
Um disco rígido Samsung Spinpoint de 640 GB

Na área de mídia de armazenamento, em 2009, a Samsung alcançou dez por cento de participação no mercado mundial, impulsionada pela introdução de um novo disco rígido capaz de armazenar 250 Gb por disco de 2,5 polegadas. Em 2010, a empresa começou a comercializar o HDD de 320 Gb por disco, o maior do setor. Além disso, estava se concentrando mais na venda de discos rígidos externos. Após perdas financeiras, a divisão de discos rígidos foi vendida para a Seagate em 2011 em troca de uma participação de 9,6% na Seagate.

### Televisores

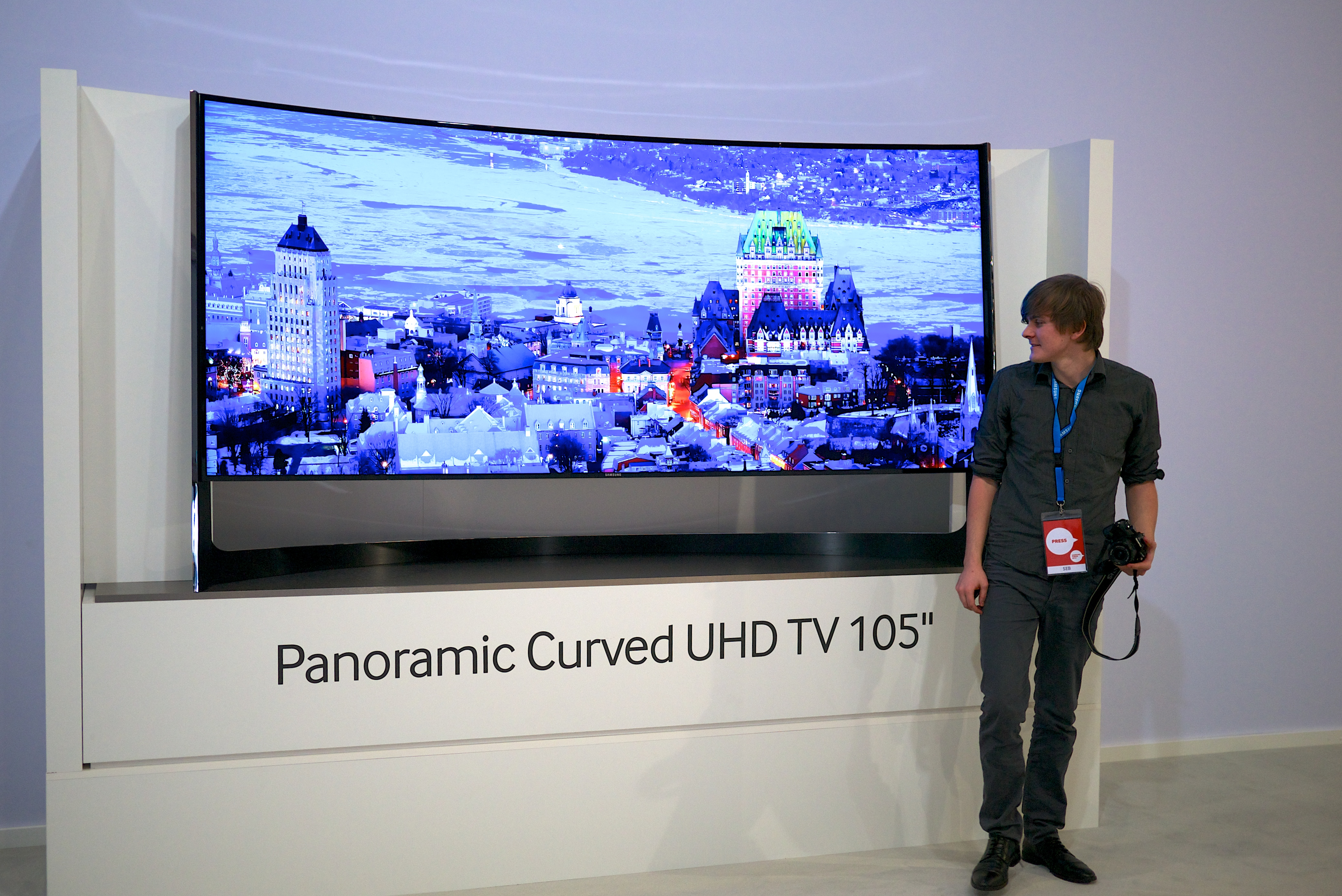
Televisão Samsung UN105S9 de 105 polegadas 4K de ultra-alta definição

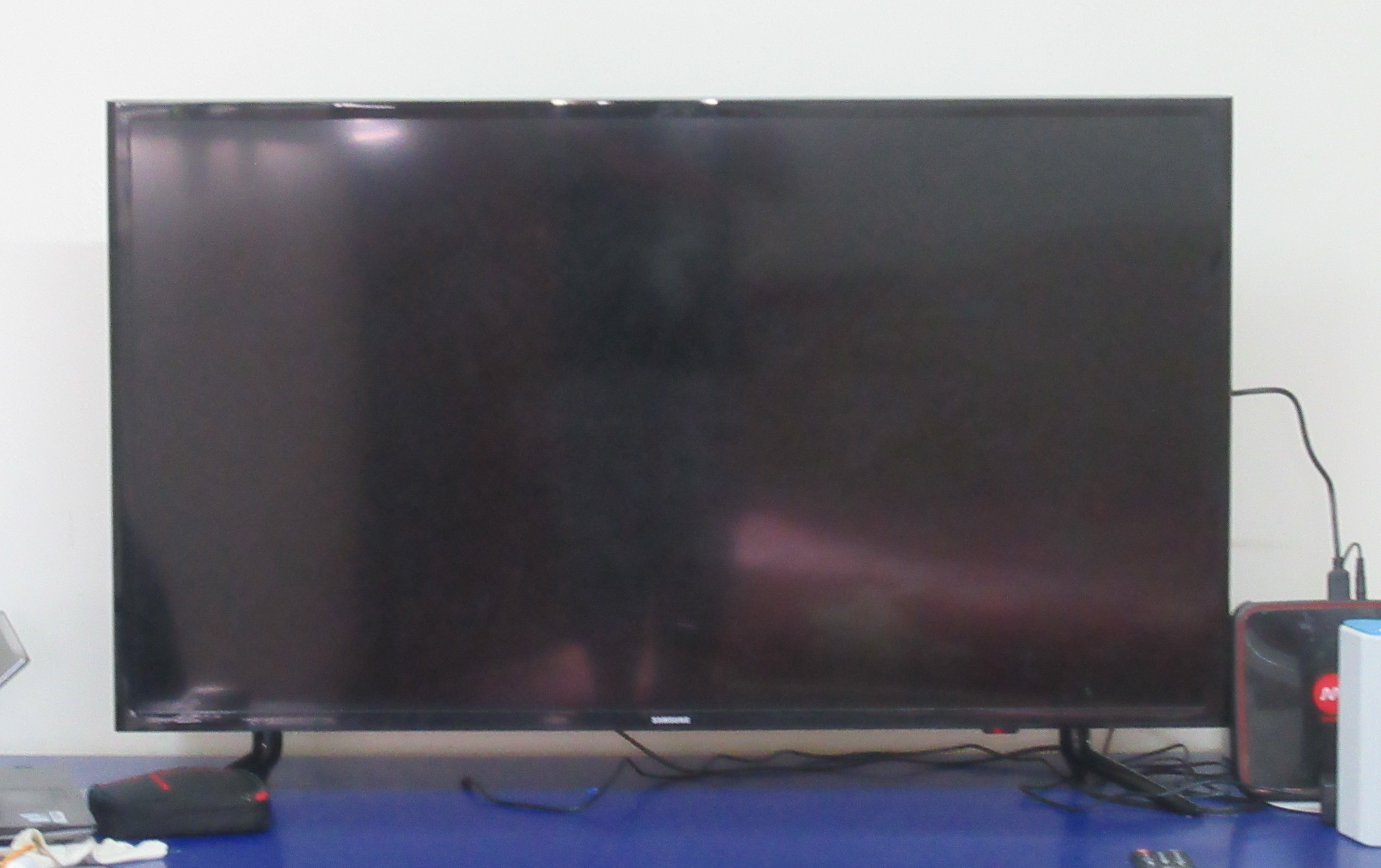
Uma TV LED Samsung de 31 polegadas

Em 2009, a Samsung vendeu cerca de 31 milhões de televisores de tela plana, o que lhe permitiu manter a maior participação de mercado do mundo pelo quarto ano consecutivo.
A Samsung lançou sua primeira televisão LED full HD 3D em março de 2010. A Samsung apresentou o produto na Feira Internacional de Eletrônica de Consumo de 2010 (CES 2010), realizada em Las Vegas.
A Samsung vendeu mais de um milhão de televisores 3D seis meses após seu lançamento. Este é o número próximo ao que muitos pesquisadores de mercado preveem para as vendas mundiais de televisores 3D do ano (1.23 milhão de unidades). Também estreou o Home Theater 3D (HT-C6950W) que permite ao usuário desfrutar de imagem 3D e som surround ao mesmo tempo. Com o lançamento do 3D Home Theater, a Samsung se tornou a primeira empresa do setor a ter a linha completa de ofertas 3D, incluindo televisão 3D, Blu-ray player 3D, conteúdo 3D e óculos 3D.
Em 2007, a Samsung introduziu a "Internet TV", permitindo ao telespectador receber informações da Internet ao mesmo tempo em que assiste à programação convencional da televisão. Mais tarde, a Samsung desenvolveu a "Smart LED TV" (agora renomeada para "Samsung Smart TV"), que também suporta aplicativos de televisão inteligentes baixados. Em 2008, a empresa lançou o serviço Power Infolink, seguido em 2009 por um novo Internet@TV. Em 2010, começou a comercializar a televisão 3D enquanto lançava o Internet@TV 2010 atualizado, que oferece download gratuito (ou pago) de aplicativos de sua Samsung Apps Store, além de serviços existentes como notícias, previsão do tempo, mercado de ações, vídeos e filmes do YouTube.
O Samsung Apps oferece serviços premium pagos em alguns países, incluindo Coreia e Estados Unidos. Os serviços serão personalizados para cada região. A Samsung planeja oferecer aplicativos voltados para a família, como programas de saúde e quadros digitais, bem como jogos. A gama de smart TVs da Samsung inclui os aplicativos ITV Player e Angry Birds controlados por movimento.

### Monitores
A empresa começou como uma marca de monitores econômicos na década de 1980, produzindo monitores de tubo de raios catódicos (CRT) para computadores, dos quais evoluiu. No final da década, a Samsung havia se tornado a maior fabricante de monitores do mundo, vendendo mais de 8 milhões de monitores em 1989.
Durante as décadas de 1990 a 2000, a Samsung iniciou a produção de monitores LCD com tecnologia TFT a qual ainda se destaca no mercado de orçamento frente à concorrência e ao mesmo tempo passou a focar também no atendimento ao mercado médio e alto através de parcerias com marcas como NEC e Sony através de uma joint venture. À medida que crescia e se tornava mais avançada, mais tarde adquiriu as corporações de joint venture para formar a atual Samsung OLED e S-LCD Corporation, respectivamente, de seus ex-parceiros de joint venture.

### Tizen
A partir de 2015, televisores inteligentes e monitores inteligentes da Samsung executam um sistema operacional personalizado a partir do Tizen OS baseado em Linux de código aberto. Dada a alta participação de mercado da Samsung no mercado de televisores inteligentes, aproximadamente 20% dos televisores inteligentes vendidos em todo o mundo em 2018 rodam o Tizen.
Em 2019, a Samsung anunciou que trará o aplicativo Apple TV (formalmente o aplicativo iTunes Movies and TV Shows) e o suporte ao AirPlay 2 para suas smart TVs de 2019 e 2018 (via atualização de firmware).

### Impressoras
No passado, a Samsung produzia impressoras tanto para consumidores quanto para uso comercial, incluindo impressoras a laser monocromáticas, impressoras a laser coloridas, impressoras multifuncionais e modelos de impressoras multifuncionais digitais de alta velocidade para uso empresarial. Eles saíram do negócio de impressoras e venderam sua divisão de impressoras para a HP no outono de 2017. Em 2010, a empresa lançou a menor impressora mono-laser do mundo ML-1660 e a impressora multifuncional a laser colorida CLX-3185.

### Alto- falantes
Em 2017, a Samsung adquiriu a Harman International.

### Câmeras

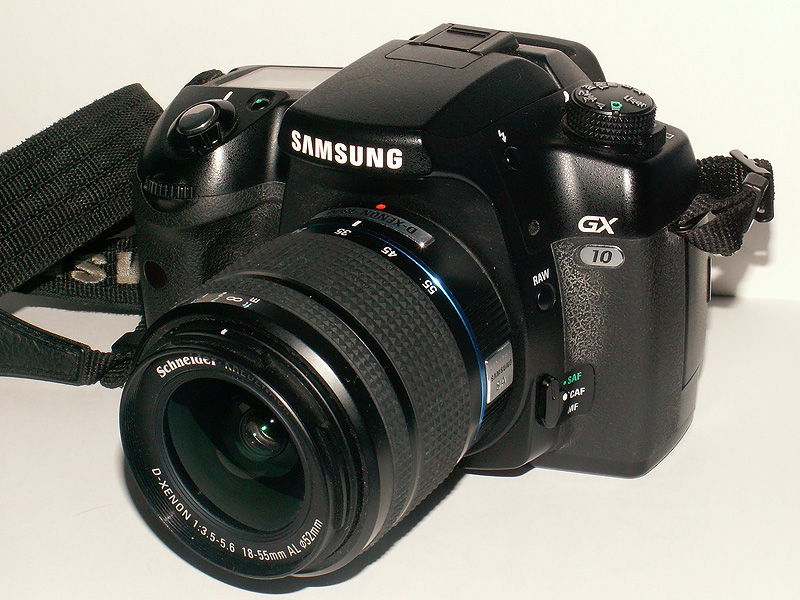
A câmera digital SLR Samsung GX-10

A Samsung lançou vários modelos de câmeras digitais e filmadoras, incluindo a câmera WB550, a câmera ST550 montada em LCD duplo e a HMX-H106 (filmadora full HD montada em SSD de 64 GB). Em 2014, a empresa conquistou o segundo lugar no segmento de câmeras sem espelho. Desde então, a empresa se concentrou mais em itens com preços mais altos. Em 2010, a empresa lançou a NX10, a câmera de lente intercambiável de última geração.

### Outros
A Samsung entrou no mercado de MP3 player (digital audio player, DAP) em 1999 com sua linha Yepp. Nos primeiros anos, a empresa lutou para se firmar devido às emergentes startups coreanas River, Cowon e Mpio. No entanto, em 2006, ganhou uma participação significativa no mercado doméstico, bem como na Rússia e partes do Oriente Médio, Sudeste Asiático e Europa. Também estava começando a aumentar a penetração nos EUA (embora significativamente menor do que a líder de mercado, a Apple). A Samsung lançou o menor reprodutor de MP3 DivX do mundo, o R1, em 2009.
Em 2010, a empresa lançou alguns produtos com maior eficiência energética, incluindo o laptop R580 e o netbook N210.
Em 2014, a empresa anunciou que estava saindo do mercado de laptops na Europa.
Em 2015, a Samsung anunciou uma proposta para uma constelação de 4.600 satélites orbitando a Terra a 1.400 quilômetros (900 milhas) de altitude que poderia trazer 200 gigabytes por mês de dados da Internet para "cada um dos 5 bilhões de pessoas do mundo". A proposta ainda não avançou para o desenvolvimento completo. Se construída, tal constelação competiria com constelações de satélites anunciadas anteriormente atualmente em desenvolvimento pela OneWeb e SpaceX.
Em 13 de julho de 2017, uma tela de LED para cinema digital desenvolvida pela Samsung Electronics com GDC Technology Limited foi publicamente demonstrada em uma tela na Lotte Cinema World Tower em Seul.

## Lojas Samsung
A Samsung começou a abrir lojas dedicadas para mostrar seus produtos.

### Coreia do Sul
A Samsung possui várias lojas de serviços em toda a Coreia do Sul, que possuem vitrines de vários produtos Samsung disponíveis para compra e também centros de reparo para esses itens. Também possui lojas dedicadas à instalação de eletrodomésticos de grande porte, como TVs, lava-louças e geladeiras. Também possui lojas apenas para venda e conserto de seus produtos de memória, como os SSDs.

### Toronto

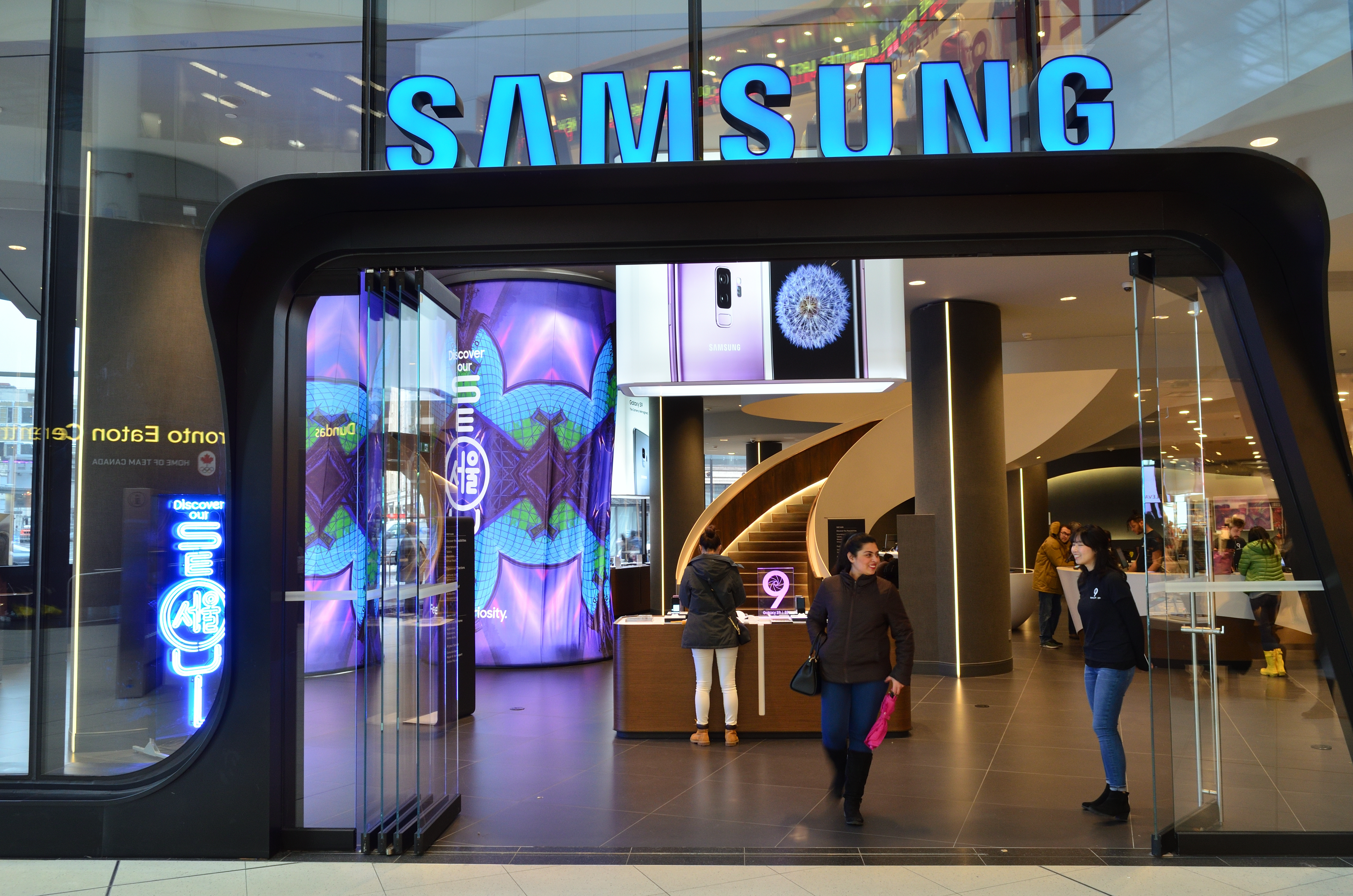
Samsung Experience Store no Toronto Eaton Centre

Samsung tem 4 Samsung Experience Stores diferentes em Toronto.
A localização principal está localizada no Toronto Eaton Centre e tem dois níveis. No primeiro andar estão expostos telefones, tablets, smartwatches, outros eletrônicos e acessórios. Há também uma seção de Realidade Virtual onde o cliente pode jogar jogos de RV e sentar-se para assistir a vídeos em RV, como por exemplo andar de montanha-russa. No segundo andar, há uma área de eletrodomésticos onde são mostrados refrigeradores, fogões, e outros equipamentos da marca. A seção de TV mostra suas TVs de tela grande. Há também uma seção para garantia e reparos.

### Outros
A Samsung tem 3 outras Samsung Experience Stores no Canadá fora de Toronto.

### Índia
A Samsung abriu a sua maior loja do mundo em Bangalore, Karnataka, cobrindo uma área de 33.000 pés quadrados. Também é conhecida como Samsung Opera House.

### Estados Unidos
A Samsung tem 5 Samsung Experience Stores nos Estados Unidos.

### Lojas de experiência
Além desses locais, a Samsung administra uma Samsung Experience Shop localizada nas lojas Best Buy.

## Principais clientes

### Relacionamento com aApple Inc.
Apesar da recente atividade de litígio, a Samsung e a Apple têm sido descritas como frenemies que compartilham uma relação de amor e ódio. A Samsung é um importante fornecedor para a Apple, primeiro fornecendo memória para os primeiros dispositivos iPod em 2005 e a Apple é um cliente chave para a Samsung, em 2012, suas vendas de componentes foram estimadas em cerca de US$ 8 bilhões receita para a Samsung, ao ponto em que o CEO da Apple, Tim Cook, originalmente se opôs a litígios contra a Samsung, desconfiado da cadeia de fornecimento de componentes críticos da empresa para a Apple.
Em abril de 2011, a Apple Inc. anunciou que estava processando a Samsung pelo design de sua linha de telefones celulares Galaxy. O processo foi aberto em 15 de abril de 2011 e alega que a Samsung infringiu as marcas e patentes da Apple do iPhone e iPad. A Samsung emitiu uma reconvenção contra a Apple por violação de patente. Em agosto de 2011, no Tribunal Regional de Düsseldorf, a Apple obteve uma liminar contra a venda e comercialização do Samsung Galaxy Tab 10.1 em toda a Europa, excluindo a Holanda. A proibição foi temporariamente suspensa na União Europeia, com exclusão da Alemanha, enquanto se investiga se a liminar original era ou não apropriada.
Em 31 de agosto de 2012, o Tribunal Distrital de Tóquio decidiu que os dispositivos móveis da Samsung Electronics não violavam uma patente da Apple. O caso abordou apenas a patente da Apple que permite que dispositivos móveis e computadores pessoais sincronizem ou compartilhem dados entre si e não é comparável com o processo judicial dos EUA decidido em 24 de agosto. Em 18 de outubro de 2012, a Alta Corte de Justiça do Reino Unido decidiu que a Samsung não infringiu as patentes de design da Apple. A Apple foi forçada a emitir um pedido de desculpas ordenado pelo tribunal à Samsung em seu site oficial no Reino Unido.

## Design
No início da década de 1990, a Samsung começou a considerar a importância do design físico em seus produtos. Quando o presidente Lee declarou 1996 "O Ano da Revolução do Design", um programa global de design abrangente foi iniciado com o objetivo de que o design fosse um ativo estratégico e uma vantagem competitiva para a empresa. Localizado na sede da empresa em Gangnam (sul de Seul), o centro de design corporativo inclui mais de 900 designers em tempo integral. Em 1971 havia apenas alguns designers em toda a empresa, cujo número subiu para 1.600 em 2015. Além do centro de design corporativo em Seul, existem centros de design localizados em Tóquio, São Francisco e Londres.
A empresa revisa seu design ao longo de um ciclo de dois anos. No primeiro ano, analisa as tendências de design do mundo, seguidas de estratégias de produtos. Em seguida, mapeia novos planos de design durante o segundo ano.
Desde 2006, ganhou até 210 prêmios de instituições internacionais de design. Recebeu os prêmios de design iF (International Forum) e IDEA. Trabalhando com parceiros, a Samsung foi a vencedora em oito categorias nos prêmios IDEA 2009, sendo assim a mais premiada.
No iF Material Awards de 2010, a empresa ganhou o Gold Award por cinco de seus produtos, incluindo o disco rígido externo. O iF Material Awards é concedido pelo International Forum Design GmbH de Hannover, um prêmio de design para materiais de design e tecnologias de processo. Em 2010, a empresa alemã selecionou um total de 42 produtos nas áreas de eletrodomésticos, móveis e design industrial. A Samsung ganhou os prêmios em cinco categorias, incluindo disco rígido externo, telefone com tela de toque total, geladeira "side-by-side", câmera digital compacta e toner para impressora a laser.

## Prêmios
- Prêmio iBest 2020 - Top 3 pelo Júri Oficial e Vencedor pelo Júri Popular na categoria Informatica e Telefonia.[231]

## Controvérsia
Em 2016, o relatório da organização de direitos humanos, a Anistia Internacional, acusou a Sony, Apple, Samsung e outras empresas de trabalho escravo infantil. Mark Dummett, o pesquisador nas áreas de negócios e direitos humanos da Anistia declarou: "Companhias cujo lucro global é de US$ 125 bilhões não podem realmente alegar incapacidade de verificar de onde vêm suas matérias-primas essenciais".